# Eremus elegantulus
Eremus elegantulus är en insektsart som beskrevs av Bolívar, I. 1900. Eremus elegantulus ingår i släktet Eremus och familjen Gryllacrididae. Inga underarter finns listade i Catalogue of Life.